# Euxoa oranaria
Euxoa oranaria är en fjärilsart som beskrevs av Bang-haas 1906. Euxoa oranaria ingår i släktet Euxoa och familjen nattflyn. Inga underarter finns listade i Catalogue of Life.